# Mohammad Paziraji
Mohammad Paziraji (pers. محمد پذیرایی, ur. 4 sierpnia 1929 w Bad Khvoreh, zm. 9 marca 2002 w Teheranie) – irański zapaśnik walczący w stylu klasycznym. Jego największym sukcesem było zdobycie brązowego medalu na igrzyskach w Rzymie w wadze muszej.

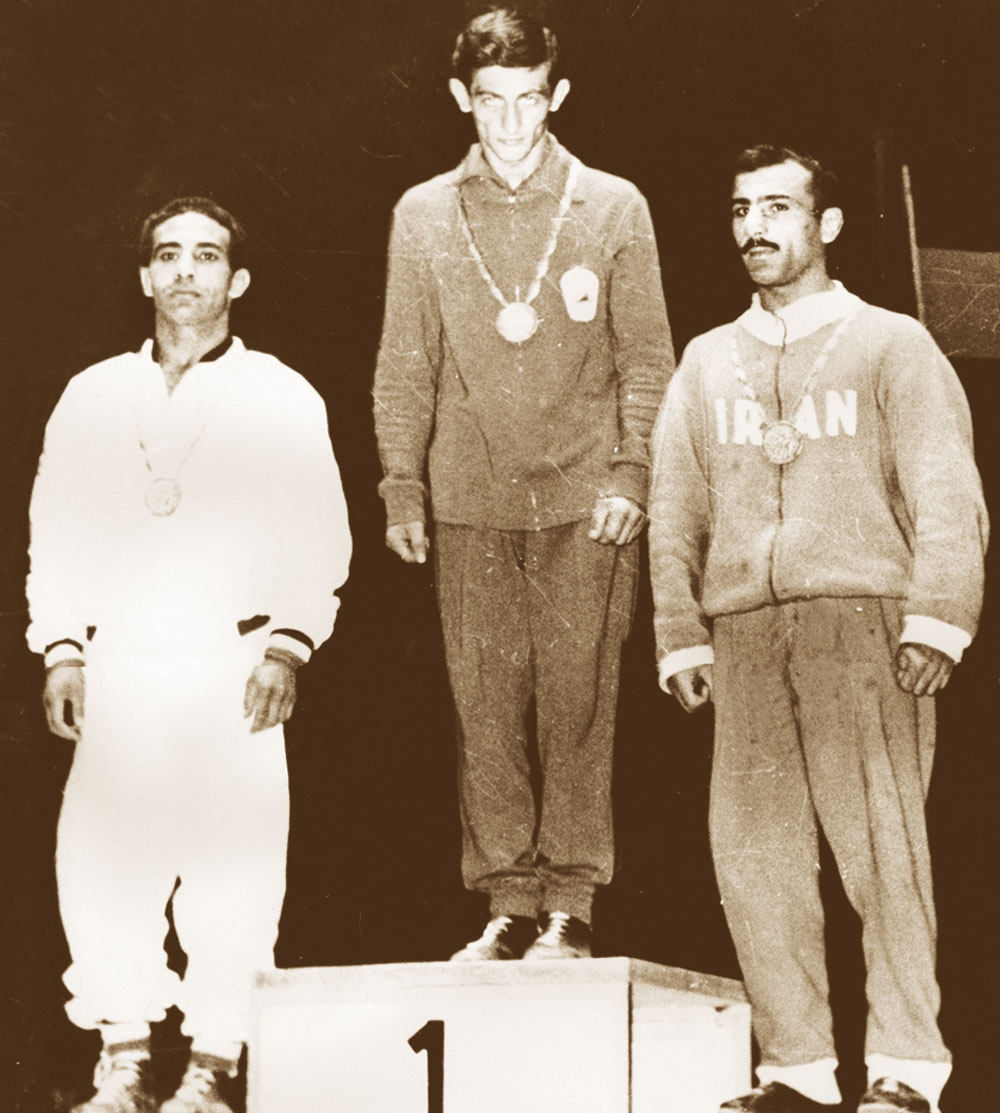
z prawej

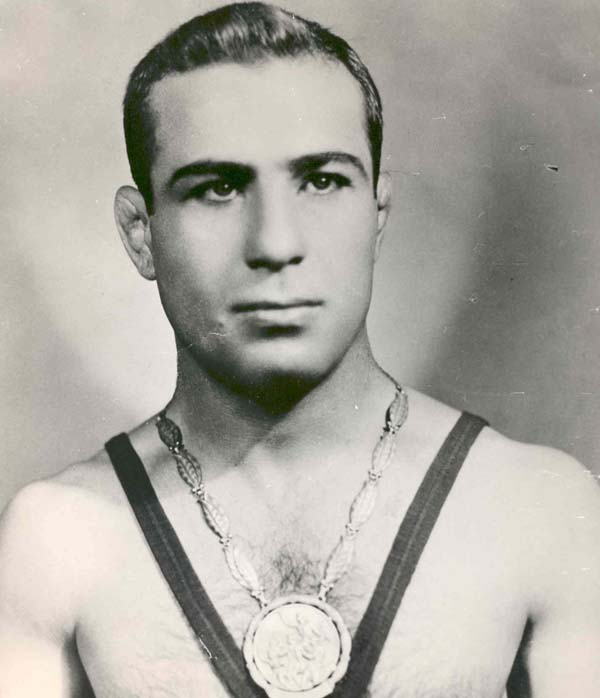

Urodził się w Bad Khvoreh, lecz wychował się w Ardabilu.